# آبوسئا
آبوسئا (به مجاری: Abucsea-patak)، ریزابه چپی از رود مورش در رومانی است. این رود به مورش در کمون آبوسئا می‌ریزد. طول آن ۱۵ کیلومتر است و مساحت حوضه آبریزش ۲۳ کیلومتر مربع است.